# Comunicación con tambores

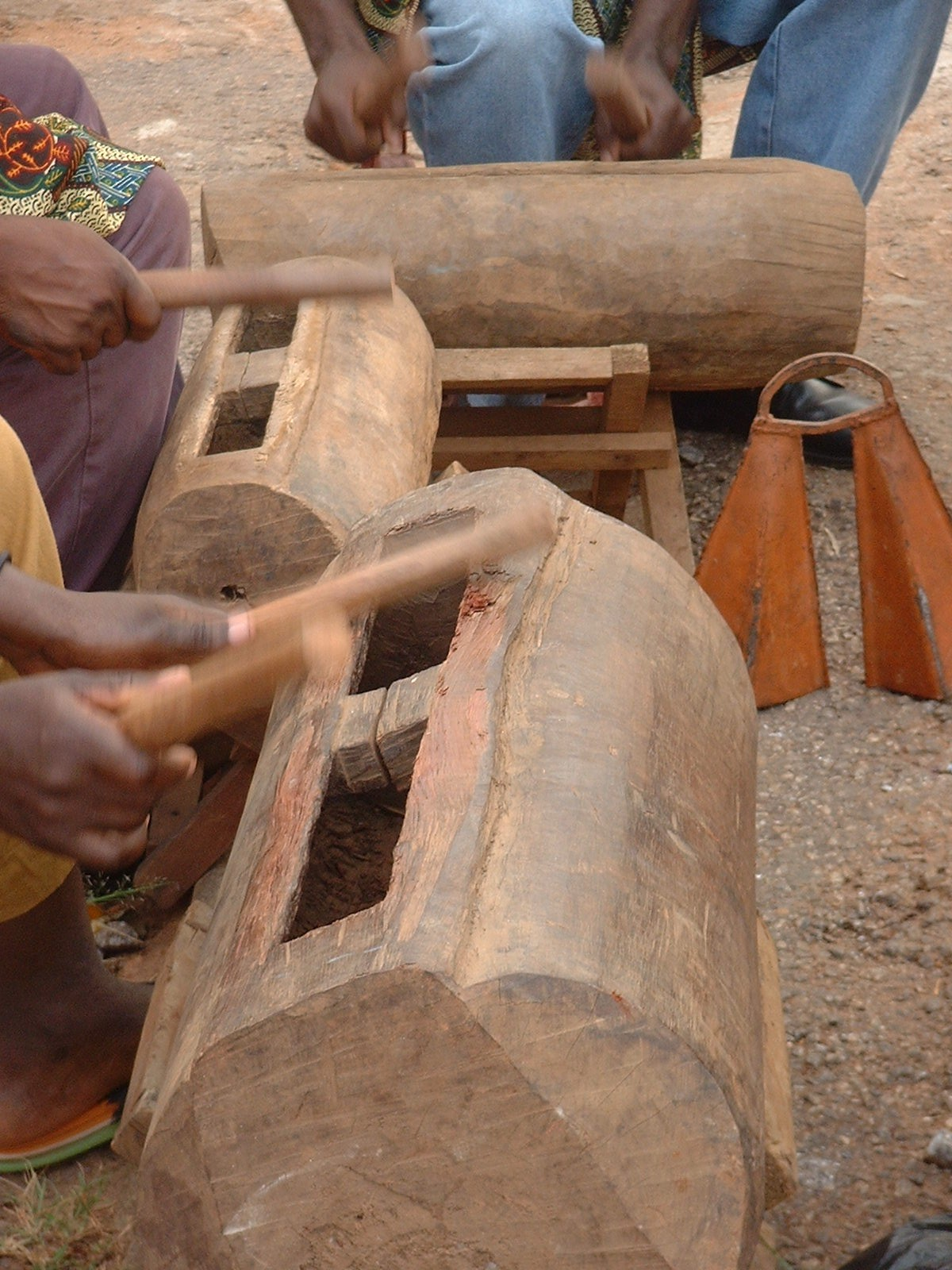
Tamtam en Bamileke

Desarrollados y utilizados por culturas que vivían en zonas boscosas, los tambores sirvieron como una forma temprana de comunicación a larga distancia, y se utilizaron con funciones ceremoniales y religiosas.

## Tipos

### Tambor parlante
Si bien este tipo de instrumento en forma de reloj de arena puede modularse bastante, su alcance se limita a una reunión o un mercado, y se utiliza principalmente en entornos ceremoniales. Las funciones ceremoniales pueden incluir la danza, los rituales, la narración de historias y la comunicación de puntos de orden.
Algunos de los grupos de variaciones del tambor parlante entre los grupos étnicos del África occidental:
- Tama (Wólof del Senegal)
- Gan gan, Dun Dun (Yoruba de Nigeria y Benín oriental)
- Dondo (Akan del centro de Ghana y Costa de Marfil)
- Lunna (Dagomba de Ghana septentrional; Mossi de Burkina Faso)
- Kalangu (Hausa de Nigeria septentrional, Níger, Ghana septentrional, Benín y Camerún)
- Doodo (Songhai y Zarma de Malí, Burkina Faso y Níger)

En el siglo XX, los tambores parlantes han pasado a formar parte de la música popular en África occidental, especialmente en los géneros musicales de Jùjú (Nigeria) y Mbalax (Senegal).

### Tambores de hendidura
Los tambores de mensajes, o más apropiadamente tambores de hendidura, con cámaras huecas y aperturas largas y estrechas que resuenan cuando son golpeados, son instrumentos de madera más grandes, ahuecados y de un solo tronco. Los tambores de tronco cortado son comunes en los sistemas de comunicación con tambores de Papúa Nueva Guinea, donde se conocen en el idioma Tok Pisin como garamut. Las variaciones en el grosor de las paredes cambian los tonos al ser golpeados por pesadas baquetas de madera. Aunque algunas eran simples piezas utilitarias, también podían ser obras de escultura muy elaboradas que conservaban su función. A menudo hay pequeños soportes bajo cada extremo del tambor para mantenerlo alejado del suelo y dejarlo vibrar más libremente.
Estos tambores estaban hechos de troncos huecos. Cuanto más grande era el tronco, más fuerte era el sonido y por lo tanto más lejos se podía escuchar. Se hacía una larga abertura en un lado del tronco del árbol. A continuación, el tronco se ahuecaría a través de la rendija, dejando labios (salientes de madera) a cada lado de la abertura. Un tambor podría ser afinado para producir una nota más baja y una más alta. Para ello tendría que ser ahuecado más bajo un labio que bajo el otro. Los labios del tambor son golpeados con palos, generando ritmos de notas altas y bajas.
En condiciones ideales, el sonido puede ser comprendido a una distancia de entre 4,8 y 11,2 kilómetros, pero los mensajes interesantes suelen ser transmitidos por el siguiente pueblo. "Los tambores parlantes" o "tambores de la jungla" son también un eufemismo para los chismes.

### Cambarysu
Se cree que la tribu Catuquinaru de Brasil utilizó un tambor llamado cambarysu para enviar vibraciones a través del suelo a otros cambarysus a hasta 1,5 km de distancia. Algunos estudiosos han expresado su escepticismo sobre la existencia de este dispositivo, que enviaba vibraciones a través del suelo en lugar del aire.

## Lenguas de tambor
En África, Nueva Guinea y la América tropical, los pueblos han utilizado la telegrafía de tambor para comunicarse entre sí desde lejos durante siglos. Cuando las expediciones europeas llegaron a las selvas para explorar los bosques locales, se sorprendieron al descubrir que el mensaje de su llegada y su intención fue llevado a través de los bosques un paso antes de su llegada. Un mensaje africano puede ser transmitido a una velocidad de 160 kilómetros en una hora.
Entre los tambores de comunicación famosos se encuentran los de África Occidental (véase tambor parlante). Desde las regiones conocidas hoy como Nigeria y Ghana se extendieron a través de África occidental y a América y el Caribe durante la trata de esclavos. Allí fueron prohibidos porque los esclavos los utilizaban para comunicarse a grandes distancias en un código desconocido para sus esclavistas.
Los tambores parlantes también se usaban en África Oriental y son descritos por Andreus Bauer en la "Calle de las Caravanas" mientras actuaba como guardia de seguridad en la Wissmann Truppe para la caravana de Charles Stokes.
El tamboreo tradicional que se encuentra en África es en realidad de tres tipos diferentes. En primer lugar, un ritmo puede representar una idea (o señal); en segundo lugar, puede repetir el perfil acentuado de una expresión hablada; o en tercer lugar, puede simplemente estar sujeto a leyes musicales.
Los métodos de comunicación con tambores no son idiomas por sí mismos, sino que se basan en lenguajes naturales reales. Los sonidos producidos son señales convencionales o idiomáticas basadas en patrones de habla. Los mensajes son normalmente muy estereotipados y dependen del contexto. Carecen de la capacidad de formar nuevas combinaciones y expresiones.
En África central y oriental, los patrones de los tambores representan el acento prosódico, la longitud de las sílabas y el tono del idioma africano en particular. En las lenguas tonales, en las que las sílabas se asocian con un determinado tono, algunas palabras se distinguen solo por su perfil suprasegmental. Por consiguiente, los idiomas de tambor de sílabas a menudo pueden transferir un mensaje utilizando únicamente los fonemas tonales.
En ciertos idiomas, el tono de cada sílaba se determina de manera única en relación con cada sílaba adyacente. En estos casos, los mensajes pueden ser transmitidos a la misma velocidad que el habla, ya que tanto el ritmo como la melodía coinciden con la expresión equivalente hablada.
Pueden producirse interpretaciones erróneas debido a la naturaleza altamente ambigua de la comunicación. Esto se reduce por los efectos del contexto y el uso de frases comunes. Por ejemplo, en Jabo, la mayoría de los tallos son monosilábicos. Utilizando un proverbio o un título honorífico para crear versiones ampliadas de un animal, el nombre de una persona o un objeto, el correspondiente ritmo único puede sustituirse por un motivo rítmico y melódico que represente al sujeto. En la práctica, no todos los oyentes entienden todas las frases de la acción; el lenguaje del tambor se entiende sólo al nivel de su preocupación inmediata.